# Gjergj Fishta
Gjergj Fishta (Fishta të Zadrimes, 1871 - Shkodra 1940) fue un poeta, traductor y escritor en albanés, uno de los impulsores del rilindja (renacimiento).
Nacido en Fishta të Zadrimes, Fishta estudió filosofía y teología católica en Bosnia. En 1902, se convirtió en el director del colegio franciscano de Shkodra. Desde comienzos de abril de 1919 hasta 1920, fue secretario y traductor de la delegación albanesa en la Conferencia de Paz de París de 1919. A finales de 1920 fue elegido diputado en el parlamento por Shkodra y en 1921 se convirtió en el vicepresidente del parlamento albanés. En 1924, Fishta apoyó a Fan Noli en su intento de crear un sistema democrático en Albania. Tras el establecimiento del régimen de Zogu, Fishta se fue voluntariamente al exilio en Italia, entre 1925 y 1926, antes de volver a su puesto de maestro y escritor en Shkodra. Murió en Shkodra en 1940.

## Obra
- Lahuta e Malsisë (El laúd de la montaña), Zadar, 1902
- Anzat e Parnasit. (Armas del Parnaso), Sarajevo, 1907
- Pika voese më vonë ri botuar si Vallja e Parrizit, Zara, 1909
- Shqiptari i qytetnuem, Melodrama, 1911
- Vëllaznia apo Shën Françesku i Assisi-t, 1912
- Juda Makabe, 1914
- Gomari i Babatasit, Shkodër, 1923
- Mrizin e Zanave, Shkodër, 1924
- Lahuta e Malësisë, Shkodra, 1937